# Euxoa hypochlora
Euxoa hypochlora är en fjärilsart som beskrevs av Charles Boursin 1964. Euxoa hypochlora ingår i släktet Euxoa och familjen nattflyn. Inga underarter finns listade i Catalogue of Life.